# (17983) Buhrmester
(17983) Buhrmester (1999 JV59) – planetoida z grupy pasa głównego asteroid okrążająca Słońce w ciągu 3,83 lat w średniej odległości 2,45 j.a. Odkryta 10 maja 1999 roku.